# 71-es trolibusz (Budapest)
A budapesti 71-es jelzésű trolibusz a Lenin körút, Nyugati pályaudvar és a MÁV Kórház között közlekedett. A viszonylatot a Budapesti Közlekedési Vállalat üzemeltette.

## Története
1951. április 30-án indult el az Erzsébet királyné útja és a Jászai Mari tér között. Útvonala javarészt megegyezett a 70-es trolibuszéval, de a 71-es a Szemere utcába bekanyarodott, és a Kossuth tér – Balassi Bálint utca útvonalon érte el a Jászai Mari téri végállomását, visszafelé a Szent István körút – Néphadsereg (ma Falk Miksa) utca – Kossuth tér – Kálmán Imre utca útvonalon haladt. Útvonalát december 2-án a Felvonulási tér építése miatt módosították, a Városligeti fasor helyett a Damjanich utcán át közlekedett. 1953-tól forgalmi okok miatt a Szent István körút helyett a Balaton utcában fordult vissza. Az 1956-os forradalom alatt megsemmisült a Kossuth téren és az Alkotmány utcában a felsővezeték, a forradalom leverését követően a 71-est nem indították újra.
1957. október 14-étől a 72-es kiegészítő járataként a Marx (ma Nyugati) tér és a MÁV Kórház között járt. 1976. május 23-ától a Rippl Rónai utca helyett a Bajza utcán át közlekedett. Az M3-as metró építése miatt 1977. május 2-án a Marx téri hurokvégállomás átkerült a Lenin (ma Teréz) körúthoz, a 72-eshez és 73-ashoz hasonlóan a Rudas László (ma Podmaniczky) utca – Kármán utca – Szobi utca – Eötvös utca – Rudas László utca fordult. 1979. május 1-jén közlekedett utoljára.

## Útvonala
| MÁV Kórház felé |
| Lenin körút, Nyugati pályaudvar vá. – Kármán utca – Rudas László utca – MÁV Kórház vá.                                                                  |
| Lenin körút, Nyugati pályaudvar felé |
| MÁV Kórház vá. – Rudas László utca – Dózsa György út – Szondi utca – Bajza utca – Rudas László utca – Eötvös utca – Lenin körút, Nyugati pályaudvar vá. |

## Megállóhelyei
Az átszállási kapcsolatok között az azonos, de hosszabb útvonalon közlekedő 72-es trolibusz nincs feltüntetve.
| 0 | Lenin körút, Nyugati pályaudvar végállomás | 6 | 6, 6, 12, 12A, 26, 43, 43, 43A 3, 4, 6, 12, 14, 33, 47, 49, 55 73 Budapest-Nyugati |
| 1 | Izabella utca                              | 5 | 73, 76                                                                             |
| 2 | Szinyei Merse utca                         | 4 | 33                                                                                 |
| 3 | Bajza utca                                 | 3 |                                                                                    |
| ∫ | Rippl Rónai utca                           | 2 |                                                                                    |
| ∫ | Szondi utca                                | 1 | Millenniumi Földalatti Vasút 4, 4, 20, 20, 30, 30, 120 75, 79                      |
| 4 | MÁV Kórház végállomás                      | 0 |                                                                                    |